# Glasina
Glasina  je neprovjerena vijest, informacija ili poruka koja se širi uglavnom usmeno i koja se tijekom vremena mjenja na karakterističan način. Glasina je tobože istinita informacija koja se usmeno širi, a čiju istinitost nije moguće neposredno provjeriti.

## Nastajanja i širenje glasine
Glasina je ukorijenjena na subjektivnoj percepciji,  na sumnji, u nesporazumu ili opakoj namjeri njezinog stvaratelja, i stvarateljice ili skupine ljudi.  Prenose i šire preko drugih ljudi kao trač i tako šire po svijetu koristeći pri tome ponekad i medije. 
Čim je veća senzacija ili osobna pogođenost, to brže se širi. 
Glasine se često šire sa zavjereničkim ciljevima i ponekad se iz taktičnih razloga zahtjeva od sugovornika, da tu informaciju “nikome drugom ne pričaju”.
Osoba, o kojoj se radi u glasini, obično sazna za njen sadržaj vrlo kasno, jer je isključena iz tih komunikacija. Pokušaji zaustavljanja glasina su uglavnom neuspješni, jer se istinu u glasini rijetko preispituje ili revidira. 